# 田中順也
田中 順也（たなか じゅんや、1987年7月15日 - ）は、東京都板橋区出身の元プロサッカー選手、サッカー指導者。現役時代のポジションはフォワード、ミッドフィールダー。元日本代表。

## 経歴

### プロ入り前
小学校1年生の時から本格的にサッカーを始めた。小学生時代は高島平SCと掛け持ちで三菱養和SCのスクールに通い、卒業後は三菱養和巣鴨SCジュニアユースへ昇格。力強いドリブルで前線に切り込み、左足の豪快なシュートを狙うプレースタイルから「三菱養和のアドリアーノ」の異名を取った。
高校3年時の2005年には、チームのエースストライカーとして背番号「10」を背負い、第29回日本クラブユースサッカー選手権に出場したが、香川真司、吉田麻也、安田理大、槙野智章といった後の日本代表メンバーが勢揃いした大会で目立った成績は残せず、グループリーグで敗退。Jリーグやサッカー名門大学からのオファーはなく、一般推薦で順天堂大学に入学した。
大学時代も無名の存在だったが、2学年先輩の村上佑介を視察するため頻繁に練習場を訪れていた柏レイソルのスカウトの目に留まり、2009年7月、大学4年の夏休みを利用する形で特別指定選手としてチームに登録された。登録期間は1ヶ月の予定だったが、同時期に監督に就任したネルシーニョの強い要望によりシーズン終了時まで延長され、リーグ戦9試合に出場した。

### 柏レイソル
2010年から柏に正式加入。同年は主にスーパーサブとして起用されたが、チームがJ1に昇格した2011年は開幕からスターティングメンバーに定着し、リーグ戦30試合に出場して13得点を挙げ、Jリーグ史上初となる昇格初年度でのJ1優勝に大きく貢献した。FIFAクラブワールドカップ2011でも全4試合に出場し、オークランド・シティFC戦では得意の左足からゴールを決め、試合を観戦していたFIFAのゼップ・ブラッター会長から賞賛を受けた。
翌年のリーグ戦では5得点に留まったが、2013年はリーグ戦11得点を挙げたほか、日刊スポーツ等が算出したアシスト数も二桁を記録。攻撃時に4-2-3-1、守備時に4-1-4-1へ変化する変則的なフォーメーションが採用された試合では、攻撃時には前線まで飛び出し、守備時にはボランチのポジションまで下がる戦術のキープレーヤーを担った。
2014年シーズンも好調を維持し、ブラジルW杯開催によるリーグ中断期間を前にチームトップの5得点を記録した。

### スポルティングCP
2014年6月、ポルトガル・プリメイラ・リーガのスポルティングCPに移籍。契約期間は5年間で、移籍金は20万ユーロ（約2,500万円）。また、違約金が6,000万ユーロ（約83億円）という破格の金額に設定されたことで欧州のメディアから注目を集め、イタリア紙ガゼッタ・デロ・スポルトでは「スポルティング・リスボンよ、タナカとは何者だ？」という見出しで大々的に報じられた。
同年8月23日、第2節FCアロウカ戦でプリメイラ・リーガデビューを飾ると、11月21日のタッサ・デ・ポルトガル4回戦SCエスピーニョ戦で移籍後初得点を記録。翌年1月11日の第16節SCブラガ戦では、0-0で迎えた後半アディショナルタイムに直接フリーキックからリーグ戦初ゴールを挙げ、勝利に貢献した。その後も途中交代で起用されることが多かったが、限られた出場時間の中で得点を重ね、シーズン通算7ゴールを記録した。
監督がマルコ・シウバからジョルジェ・ジェズスに代わった2015-16シーズンは新監督の構想外となり、出場機会が減少した。国内外から複数の移籍オファーが届いたが、条件面で折り合わずチームに残留した。

### 柏レイソル復帰
2016年2月2日、翌年7月までの期限付き移籍（買い取りオプション付き）で古巣の柏レイソルに復帰することが発表された。しかし監督がミルトン・メンデスから下平隆宏に早々に変わると、ユース出身選手を重用する下平の方針もあり、僅か21試合（先発8試合）の出場で4得点と、自己最低の成績に終わった（特別指定選手だった2009年を除く）。

### ヴィッセル神戸
2016年12月29日、柏時代より師事したネルシーニョ率いるヴィッセル神戸に完全移籍で加入することをスポルティングが発表。
2017年4月26日、ルヴァンカップ第3節のサンフレッチェ広島(4〇1)戦で移籍後初得点を決めた。
2018年はJ1第2節の清水エスパルス戦で今季初ゴールを挙げるも、その後はなかなかゴール数を伸ばせなかった。シーズン途中に監督が吉田孝行からフアン・マヌエル・リージョに交代した後は、僅か4分の出場に留まった。
2019年シーズンは、FWに古橋亨梧とルーカス・ポドルスキ、さらに新たに加入したダビド・ビジャの存在もあり、なかなか開幕から試合に出場できなかったが、第5節のガンバ大阪戦では途中出場で2得点の活躍をして、出場時間16分ながらチームの逆転勝利に貢献した。シーズン中盤頃からは、ポドルスキやビジャの怪我の影響で出場機会が増え、神戸移籍後最多のリーグ戦6得点を挙げた。天皇杯では全試合に出場し、クラブ初タイトル獲得に貢献した。
2021年12月27日、契約満了による退団が発表された。

### FC岐阜
2021年12月31日、FC岐阜へ完全移籍で加入することが発表された。
2023年11月8日に、2023シーズンをもって現役を引退することが発表された。

### 日本代表
2011年9月、2014 FIFAワールドカップ・アジア3次予選の日本代表メンバーに初選出され、翌年2月24日のキリンチャレンジカップ2012・アイスランド戦で国際Aマッチ初出場を果たした。その後はしばらく代表から遠ざかっていたが、ハビエル・アギーレ監督の初陣となったキリンチャレンジカップ2014で約2年半ぶりに招集を受け、4-3-3システムの中盤、左インサイドハーフのポジションでウルグアイ戦・ベネズエラ戦と、同年10月の親善試合ブラジル戦に出場した。

### 現役引退後
2024年1月21日、FC岐阜のクラブアンバサダーに就任。同クラブのアカデミーコーチとしても活動する。

## プレースタイル
強靭なフィジカルと繊細なボールコントロール技術を併せ持った万能型のストライカー。コースが空いた瞬間に左足を振り抜き、パワフルなシュートを狙っていく豪快なプレースタイルは、しばしば久保竜彦と比較されているが、豊富な運動量と戦術を忠実に実行出来るインテリジェンスを評価され、中盤のポジションで起用されることも多い。左足のパワーと精度を活かしたプレースキックも得意としている。

## 人物
- 容姿端麗で、メディアではしばしば「イケメン」として紹介される[45][46]。
- 妻はファッションモデルの宇井愛美。2013年12月21日、宇井の27歳の誕生日に結婚した[47][48]。宇井は田中より1歳年上のため、結婚後も「宇井さん」「田中」と呼び合っている[49]。2014年7月16日に長女が誕生した[50]。
- 特技は中学時代に習っていた書道[51]。2013年シーズンの柏レイソル公式マッチデープログラム内に「板橋の書聖・田中順也先生のワントップ・ツー書道」という連載コーナーを持ち、その腕前を披露している[52]。
- 2015年10月27日、妻の宇井愛美が所属する芸能事務所・レプロエンタテインメントとマネジメント契約を結んだことを発表した[53]。

## 所属クラブ
- 1994年 - 1999年 高島平SC（板橋区立高島第五小学校）
- 2000年 - 2002年 三菱養和巣鴨SCジュニアユース（板橋区立高島第三中学校）
- 2003年 - 2005年 三菱養和SCユース（大東文化大学第一高等学校）
- 2006年 - 2009年 順天堂大学
  - 2009年 柏レイソル（特別指定選手）
- 2010年 - 2014年 柏レイソル
- 2014年 - 2016年 スポルティング・クルーベ・デ・ポルトゥガル
  - 2016年 柏レイソル（期限付き移籍）
- 2017年 - 2021年  ヴィッセル神戸
- 2022年 - 2023年 FC岐阜

## 個人成績
| 国内大会個人成績 | 国内大会個人成績 | 国内大会個人成績 | 国内大会個人成績 | 国内大会個人成績 | 国内大会個人成績 | 国内大会個人成績 | 国内大会個人成績 | 国内大会個人成績 | 国内大会個人成績 | 国内大会個人成績 | 国内大会個人成績 |
| 年度             | クラブ           | 背番号           | リーグ           | リーグ戦         | リーグ戦         | リーグ杯         | リーグ杯         | オープン杯       | オープン杯       | 期間通算         | 期間通算         |
| 年度             | クラブ           | 背番号           | リーグ           | 出場             | 得点             | 出場             | 得点             | 出場             | 得点             | 出場             | 得点             |
| 日本             | 日本             | 日本             | 日本             | リーグ戦         | リーグ戦         | リーグ杯         | リーグ杯         | 天皇杯           | 天皇杯           | 期間通算         | 期間通算         |
| ---------------- | ---------------- | ---------------- | ---------------- | ---------------- | ---------------- | ---------------- | ---------------- | ---------------- | ---------------- | ---------------- | ---------------- |
| 2007             | 順大             | 9                | -                | -                | -                | -                | -                | 3                | 3                | 3                | 3                |
| 2009             | 順大             | 10               | -                | -                | -                | -                | -                | 0                | 0                | 0                | 0                |
| 2009             | 柏               | 41               | J1               | 9                | 0                | -                | -                | -                | -                | 9                | 0                |
| 2010             | 柏               | 18               | J2               | 24               | 6                | -                | -                | 3                | 1                | 27               | 7                |
| 2011             | 柏               | 18               | J1               | 30               | 13               | 2                | 0                | 3                | 2                | 35               | 15               |
| 2012             | 柏               | 18               | J1               | 31               | 5                | 3                | 0                | 6                | 2                | 40               | 7                |
| 2013             | 柏               | 18               | J1               | 32               | 11               | 4                | 3                | 2                | 0                | 38               | 14               |
| 2014             | 柏               | 18               | J1               | 12               | 5                | 6                | 3                | -                | -                | 18               | 8                |
| ポルトガル       | ポルトガル       | ポルトガル       | ポルトガル       | リーグ戦         | リーグ戦         | リーグ杯         | リーグ杯         | ポルトガル杯     | ポルトガル杯     | 期間通算         | 期間通算         |
| 2014-15          | スポルティングCP | 19               | プリメイラ       | 17               | 5                | 4                | 1                | 5                | 1                | 26               | 7                |
| 2015-16          | スポルティングCP | 8                | プリメイラ       | 3                | 0                | 2                | 0                | 1                | 0                | 6                | 0                |
| 日本             | 日本             | 日本             | 日本             | リーグ戦         | リーグ戦         | リーグ杯         | リーグ杯         | 天皇杯           | 天皇杯           | 期間通算         | 期間通算         |
| 2016             | 柏               | 9                | J1               | 21               | 4                | 4                | 1                | 1                | 0                | 26               | 5                |
| 2017             | 神戸             | 21               | J1               | 24               | 1                | 7                | 4                | 1                | 0                | 32               | 5                |
| 2018             | 神戸             | 21               | J1               | 20               | 2                | 2                | 0                | 2                | 0                | 26               | 2                |
| 2019             | 神戸             | 21               | J1               | 23               | 6                | 6                | 1                | 6                | 4                | 35               | 11               |
| 2020             | 神戸             | 21               | J1               | 19               | 2                | 0                | 0                | -                | -                | 19               | 2                |
| 2021             | 神戸             | 21               | J1               | 7                | 2                | 1                | 1                | 2                | 2                | 10               | 5                |
| 2022             | 岐阜             | 15               | J3               | 24               | 3                | -                | -                | 1                | 0                | 25               | 3                |
| 2023             | 岐阜             | 18               | J3               | 24               | 3                | -                | -                | 1                | 0                | 25               | 3                |
| 通算             | 日本             | 日本             | J1               | 228              | 51               | 35               | 13               | 23               | 10               | 286              | 74               |
| 通算             | 日本             | 日本             | J2               | 24               | 6                | -                | -                | 3                | 1                | 27               | 7                |
| 通算             | 日本             | 日本             | J3               | 48               | 6                | -                | -                | 2                | 0                | 50               | 6                |
| 通算             | 日本             | 日本             | 他               | -                | -                | -                | -                | 3                | 3                | 3                | 3                |
| 通算             | ポルトガル       | ポルトガル       | プリメイラ       | 20               | 5                | 6                | 1                | 6                | 1                | 32               | 7                |
| 総通算           | 総通算           | 総通算           | 総通算           | 320              | 68               | 41               | 14               | 37               | 15               | 398              | 97               |

- 2009年は特別指定選手として出場。

その他の公式戦
- 2012年
  - FUJI XEROX SUPER CUP 1試合0得点
- 2013年
  - FUJI XEROX SUPER CUP 1試合0得点
- 2020年
  - FUJI XEROX SUPER CUP 1試合0得点

| 国際大会個人成績 | 国際大会個人成績 | 国際大会個人成績 | 国際大会個人成績 | 国際大会個人成績 | 国際大会個人成績 | 国際大会個人成績 | 国際大会個人成績 | 国際大会個人成績 |
| 年度             | クラブ           | 背番号           | 出場             | 得点             | 出場             | 得点             | 出場             | 得点             |
| AFC              | AFC              | AFC              | ACL              | ACL              | -                | -                | クラブW杯        | クラブW杯        |
| ---------------- | ---------------- | ---------------- | ---------------- | ---------------- | ---------------- | ---------------- | ---------------- | ---------------- |
| 2011             | 柏               | 18               | -                | -                | -                | -                | 4                | 1                |
| 2012             | 柏               | 18               | 6                | 4                | -                | -                | -                | -                |
| 2013             | 柏               | 18               | 9                | 2                | -                | -                | -                | -                |
| UEFA             | UEFA             | UEFA             | UEFA EL          | UEFA EL          | UEFA CL          | UEFA CL          | クラブW杯        | クラブW杯        |
| 2014-15          | スポルティングCP | 19               | 2                | 0                | 0                | 0                | -                | -                |
| 2015-16          | スポルティングCP | 8                | 1                | 0                | -                | -                | -                | -                |
| AFC              | AFC              | AFC              | ACL              | ACL              | -                | -                | クラブW杯        | クラブW杯        |
| 2020             | 神戸             | 21               | 3                | 0                | -                | -                | -                | -                |
| 通算             | AFC              | AFC              | 18               | 6                | -                | -                | 4                | 1                |
| 通算             | UEFA             | UEFA             | 3                | 0                | 0                | 0                | -                | -                |

### 出場歴
- 公式戦・Jリーグ初出場 - 2009年8月15日 J1第21節 ジェフユナイテッド市原・千葉戦（フクダ電子アリーナ）
- 公式戦・Jリーグ初得点 - 2010年5月2日 J2第10節 愛媛FC戦（日立柏サッカー場）
- A代表初出場 - 2012年2月24日 キリンチャレンジカップ アイスランド戦（長居陸上競技場）
- プリメイラ・リーガ初出場 - 2014年8月23日 プリメイラ・リーガ第2節 FCアロウカ戦（エスタディオ・ジョゼ・アルヴァラーデ）
- プリメイラ・リーガ初得点 - 2015年1月11日 プリメイラ・リーガ第16節 SCブラガ戦（エスタディオ・ムニシパル・デ・ブラガ）

## タイトル

### クラブ
柏レイソル
- Jリーグ ディヴィジョン2 : 2010年
- Jリーグ ディヴィジョン1 : 2011年
- FUJI XEROX SUPER CUP : 2012年
- 天皇杯全日本サッカー選手権大会 : 2012年
- ヤマザキナビスコカップ : 2013年

スポルティング・クルーベ・デ・ポルトゥガル
- タッサ・デ・ポルトガル : 2014-15
- スーペルタッサ・カンディド・デ・オリベイラ : 2015-16

ヴィッセル神戸
- 天皇杯 JFA 全日本サッカー選手権大会：2019年
- FUJI XEROX SUPER CUP：1回 (2020年)

## 代表歴

### 出場大会
- 日本代表
  - 2012年 - キリンチャレンジカップ
  - 2014年 - キリンチャレンジカップ

### 試合数
- 国際Aマッチ 4試合 0得点（2012年 - 2014年）

| 日本代表 | 国際Aマッチ | 国際Aマッチ |
| 年       | 出場        | 得点        |
| -------- | ----------- | ----------- |
| 2012     | 1           | 0           |
| 2014     | 3           | 0           |
| 通算     | 4           | 0           |

### 出場
| No. | 開催日         | 開催都市 | スタジアム                         | 対戦国       | 結果 | 監督                     | 大会                       |
| --- | -------------- | -------- | ---------------------------------- | ------------ | ---- | ------------------------ | -------------------------- |
| 1.  | 2012年2月24日  | 大阪     | 大阪長居スタジアム                 | アイスランド | ○3-1 | アルベルト・ザッケローニ | キリンチャレンジカップ2012 |
| 2.  | 2014年9月5日   | 札幌     | 札幌ドーム                         | ウルグアイ   | ●0-2 | ハビエル・アギーレ       | キリンチャレンジカップ2014 |
| 3.  | 2014年9月9日   | 横浜     | 横浜国際総合競技場                 | ベネズエラ   | ○3-0 | ハビエル・アギーレ       | キリンチャレンジカップ2014 |
| 4.  | 2014年10月14日 | カラン   | シンガポール・ナショナルスタジアム | ブラジル     | ●0-4 | ハビエル・アギーレ       | 国際親善試合               |

## 指導歴
- 2024年 - FC岐阜
  - 2024年 アカデミーコーチ
  - 2025年 - アカデミーダイレクター[54]